# Пеликан, Вацлав
Ва́цлав Пели́кан (Вацлав Вацлавович Пеликан, Венцеслав Венцеславович Пеликан, пол. Wacław Pelikan; 11 [22] сентября 1790, Слоним — 9 [21] июля 1873, им. Пеликаны) — польский медик, хирург; государственный и общественный деятель Российской империи; ректор Императорского Виленского университета (1826—1832). Действительный тайный советник.

## Биография
Родился 11 (22) сентября 1790 года в Слониме в дворянской семье.
Обучался в Виленском университете (1809) и Императорской медико-хирургической академии в Санкт-Петербурге (1813). По выпуске лекарем был оставлен адъюнктом на кафедре хирургической патологии и клиники наружных болезней в Виленском университете до 1817 года. По получении степени доктора медицины за сочинение „Dissertatio medico chirurgica inauguralis de aneurysmate...“ (1816, диссертация вышла в 1815 году в Санкт-Петербурге) был назначен профессором хирургии (с 1817 года), затем и профессором анатомии (с 1820 года) в Виленском университете.
Сблизился с попечителем Виленского учебного округа Н. Н. Новосильцевым, стал его доверенным лицом, организовал несколько громких политических дел в Виленском учебном округе, поощрял доносительство. Угодливость и сервилизм Пеликана во время следствия по делу тайных студенческих кружков в 1823—1824 годах отразились в поэме Адама Мицкевича «Дзяды». В 1824 году возглавил особый комитет для составления новых уставов учебных заведений Виленского учебного округа и Виленского университета. Фактические с октября 1824 года стал первым лицом Виленского университета, исполняя обязанности ректора в качестве заместителя отставленного Юзефа Твардовского. Формально ректором Виленского университета был утверждён с 1826 года пожизненно (фактически до упразднения учебного заведения в 1832 году). С 1829 года являлся также председателем Виленского цензурного комитета.
Во время восстания 1831 года Пеликану было поручено устройство военного госпиталя в Вильне для раненых. Занимал должность инспектора Министерства внутренних дел (1831—1837). Принимал участие в упразднении Виленского университета и в комиссии об учреждении Виленской медико-хирургической академии, образованной из медицинского факультета университета. Занимался также в комиссии для определения виновности мятежников (участников восстания 1831 года). 

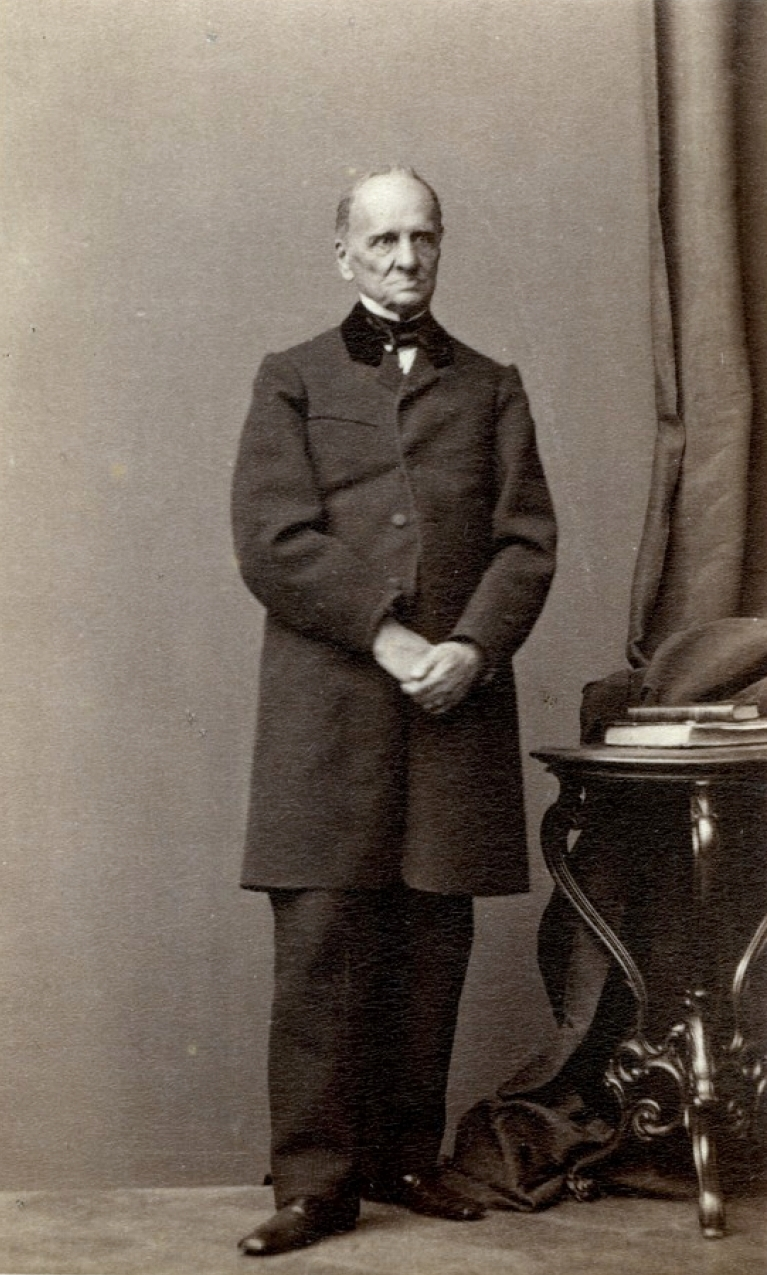
В.В. Пеликан, 1865 год

В 1838 году был назначен главным доктором в Московский военный госпиталь. С 1846 года — директор медицинского департамента Военного министерства; в 1851—1854 годах — председатель медицинского совета и Ветеринарного комитета, одновременно — президент Медико-хирургической академии (1851—1864), председатель Государственного медицинского совета (1865—1870).
Был удостоен чинов действительного статского советника (1830), тайного советника (1848), действительного тайного советника (1870).
Был высочайше пожалован имением в Самарской губернии площадью 4037 десятин.
Умер 9 (21) июля 1873 года в своём имении Пеликаны Новоалександровского уезда Ковенской губернии (ныне Браславский район).

## Научная деятельность
Кроме научных статей в виленском «Дневнике медицины, хирургии и фармации» („Dziennik medycyny, chirurgii i farmacji“), в частности, о применении электричества в медицине, и нескольких других трудов, Пеликан написал в 1823 году учебник „Myologija czyli nauka o muszkulach ciała ludzkiego“. Был избран почётным членом виленского и варшавского медицинских обществ, курляндского общества словесности и наук. Особенно обязана Пеликану своим улучшением ветеринария, как военная, так и гражданская; при его участии было значительно улучшено ветеринарное отделение при Медико-хирургической академии, преобразованы ветеринарные институты и основан первый печатный ветеринарный орган в России — «Архив ветеринарных наук».